# Костичаны
Костича́ны (укр. Костичани, рум. Costiceni) — село в Ванчиковецкой сельской общине Черновицкого района Черновицкой области Украины.
Село находится на берегу реки Прут, приблизительно в 50 км от Черновцов. До 2020 года входило в Новоселицкий район
Первое письменное упоминание датируется ещё 1619 годом.
Здесь родился известный бессарабский писатель, поэт и политик Ион Ватаману.

## Галерея
- Церковь Святого Николая
- Вид с воздуха на село и окружающий ландшафт
- Школа
- Больница